# Mattheus van der Steen
M.A.P. (Mattheus) van der Steen (Rotterdam, 1975) (eerder bekend als 'Mattieu') is een Nederlandse christelijke voorganger en evangelist, met name bekend van de organisatie TRIN (van naam veranderd in: Van der Steen Ministries) waarvan hij in 2002 een van de oprichters was en waarvan hij het bekendste gezicht is.

## Levensloop
Van der Steen volgde een opleiding tot maritiem officier en werkte na het afronden daarvan als gezagvoerder op de Anastasis van Jeugd met een Opdracht (onderdeel Mercy Ships). Daarbij deed hij met name landen in Afrika aan.
Van der Steen staat bekend om zijn enthousiasmerende preken, grote evangelisatie- en gebedsgenezingscampagnes in onder meer Azië en Afrika, en ondernemingszin. Hij bezocht tientallen landen, voornamelijk met het oog op evangelisatie en hulpverlening. Van der Steen is ook intern betrokken bij Iris Ministries (Rolland en Heidi Baker) en spreekt regelmatig op de Iris Harvest Bijbelscholen en Iris-conferenties wereldwijd. In Nederland is hij ook een van de grondleggers van het Revival Alliance Network (RAN), een netwerk van christelijke leiders in Nederland en België.
In 2009 was Van der Steen samen met Lodewijk van Weerden initiatiefnemer van een geloofsgemeenschap in Harderwijk, waarvan hij ook voorganger werd. De gemeente stond aanvankelijk bekend onder de naam ARCH, maar heet sinds 2014 House of Heroes en is gevestigd in Nijkerk. In mei 2017 maakte deze gemeente bekend dat Van der Steen zijn taken voor onbepaalde tijd neerlegde vanwege "persoonlijke omstandigheden". In oktober van dat jaar pakte hij zijn taken weer op.
Van der Steen schreef enkele boeken, waaronder Durf te dromen, dat in 2009 de Publieksprijs voor het Christelijke Boek won. Van der Steen was getrouwd met de Amerikaanse Rebekah van der Steen. In 2017 is zij van hem gescheiden. In 2019 hertrouwde Van der Steen met iemand uit zijn kerk.

## Kritiek
Van der Steen krijgt ook kritiek vanuit christelijke stromingen. Zo zou hij wonderen claimen, die volgens critici aantoonbaar geen wonderen zijn. Met name zijn bewering dat er 'goudstof' uit zijn bijbel zou komen, werd bekritiseerd; de korrels bleken bij controle kopervijlsel te zijn.
Ook is hij aanhanger van de leer van Woord van Geloof, dat volgens critici vooral succesverhalen benadrukt en een vorm van welvaartsevangelie is. De christelijk-satirische website Goedgelovig.nl was een van de aanjagers van deze kritiek, alsmede het Nederlands Dagblad.
Begin 2017 viel Van der Steen op door een reis naar Noord-Korea aan te kondigen om ter plekke met een groep gelovigen het land te 'zegenen'. Kenners van het land, waar christenen zwaar worden vervolgd, spraken van een naïeve en gevaarlijke onderneming. In 2015 had hij het land ook al bezocht.
In 2017 kwam naar buiten dat Van der Steen seksueel misbruik in zijn kerkelijke gemeente in de doofpot heeft trachten te stoppen. Hij zou het slachtoffer dat minderjarig was toen het misbruik begon, onder druk hebben gezet het misbruik niet bij politie en justitie te melden, en toen ze dat wel deed haar dat kwalijk te nemen.

## Bedreiging
Een bedreiger van Van der Steen werd in 2017 veroordeeld tot een jaar cel, nadat hij eerder al tot een taakstraf was veroordeeld.